# Каховка (ракетний катер)

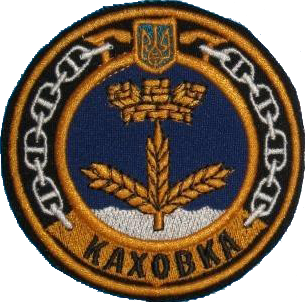

Кахо́вка (б/н U154) — ракетний катер проєкту 206МР (шифр «Віхрь», англ. Matka class за класифікацією НАТО) Військово-Морських Сил Збройних Сил України, до 1992 року — «Комсомолець Татарії», пізніше — Р-265 Чорноморського флоту СРСР.

## Будівництво
Побудований на Середньо-Невському суднобудівному заводі (заводський № 248) у Ленінграді, і 1980 року зарахований до Чорноморського флоту.

## Служба
Входив до 296-го дивізіону малих ракетних кораблів 41-ї бригади ракетних катерів Чорноморського флоту, що базувалися в Чорноморське. Мав тактичний номер Р-265. До 1992 року назва "Комсомолець Татарії". Перший, що підняв Андріївський прапор, перефарбований із сигнального прапора VICTOR екіпажем, і піднятий при вході в Севастополь.

## Особливості проєкту
Проєкт ракетного катера на підводних крилах 206МР — еволюційна версія великого торпедного катера проєкту 206М, розробленого у 1955 році. Надбудови зроблені з легких сплавів.
Катер має гладкопалубний сталевий корпус з носовим малопогруженним крилом. Корпус розділяється на десять відсіків дев'ятьма водонепроникними переборками. Корпусу в надводній частині була придана незвичайна форма: для поліпшення умов змиву палуби при радіоактивному забрудненні стик палуби з бортом спеціально скруглений.
Двигуни розташовані в п'ятому та сьомому відсіках, пост дистанційного керування механізмами — в сьомому відсіку. Морехідні якості катера забезпечують можливість його використання без обмежень по швидкості при хвилюванні моря до 4 балів включно і на швидкостях до 30 вузлів при хвилюванні моря 5 балів.
Головний ударний комплекс катера — дві пускові установки протикорабельних ракет П-15М масою 2,5 тонн, дальністю стрільби 80 км і вагою бойової частини 513 кг. Ракетні катери проєкту 206МР призначені для ураження бойових кораблів, транспортів і десантних засобів противника в морі та місцях їх базування в ближній морській зоні.

## Історія
Ракетний катер Р-265 «Комсомолець Татарії» (заводський № 248) був побудований на Средне-Невському суднобудівельному заводі. Спущений на воду на початку 1980 року. До 30 грудня 1995 року знаходився у складі ВМФ СРСР — входив до складу 296-го дивізіону малих ракетних кораблів 41-ї бригади ракетних катерів Чорноморського флоту з базуванням у Чорноморському.
У грудні 1995 року, згідно з українсько-російською угодою про параметри розподілу Чорноморського флоту, ракетний катер був переданий у склад Військово-Морських Сил України. У ВМС України корабель отримав назву «Каховка» (б/н U154). Названий на честь міста Каховки, що у Херсонській області.
Виведений з бойового складу флоту 7 листопада 2012 року.